# Кадеев, Владимир Иванович
Влади́мир Ива́нович Каде́ев (укр. Володимир Іванович Кадєєв) (8 июня 1927, Харьков, Украинская ССР — 25 ноября 2012, там же, Украина) — советский и украинский антиковед и археолог, специалист в области древней истории и культуры Северного Причерноморья. Доктор исторических наук (1975), профессор, декан (1978—1982) исторического факультета Харьковского государственного университета, главный редактор харьковского историко-археологического ежегодника «Древности».

## Биография
Родился в семье работников Харьковского трамвайного управления. Отец Иван Васильевич, мать Зоя Самойловна. Вначале учился в харьковской школе № 1 с 1935 г. Однако учёба была прервана Великой Отечественной войной и лишь с 1944 г. он возобновил обучение, но уже в машиностроительном техникуме при заводе им. В. А. Малышева. Техникум закончил в 1948 г. со специализацией «Тепловозостроение». На том же заводе потом три года работал инженером в конструкторском бюро.
В 1951 г. поступил в Харьковский государственный университет на исторический факультет, где, в числе прочих, его преподавателем был В. А. Гольденберг. Был прикреплён к кафедре древней истории и археологии. Во время учёбы принимал участие в археологических экспедициях во главе с Б. А. Шрамко, С. А. Плетнёвой, Д. Я. Телегиным и Д. Т. Березовцом (раскопки на Харьковщине и Полтавщине). Возглавлял Археологический музей ХГУ с 1953 по 1959 г. В 1955 г., благодаря рекомендациям А. В. Арциховского, получает «Открытый лист» на проведение самостоятельных археологических разведок. После получения высшего образования в 1956 г. начинает работать на кафедре древней истории и археологии ХГУ в качестве научного сотрудника Археологического музея ХГУ.
С 1959 по 1961 г. проучился в аспирантуре ХГУ, а в 1963 году там же под руководством К. Э. Гриневича защитил кандидатскую диссертацию по теме «Ремёсла и промыслы Херсонеса Таврического в I—IV вв. н. э.». С 1963 г. во главе Херсонесской археологической экспедиции Харьковского государственного университета. В 1968 г. получил учёное звание доцента. В 1973—1974 гг. проходил докторантуру в Институте археологии АН СССР, а в 1975 г. под руководством В. Д. Блаватского защитил докторскую диссертацию по теме «Херсонес Таврический в I в. до н. э. — III в. н. э.». Был деканом исторического факультета Харьковского государственного университета в 1978—1982 гг. В 1978 г. стал первым заведующим кафедры истории древнего мира и средних веков, которая возникла на базе кафедры древней истории и археологии (на этой должности пробыл с 1978 по 2007 г.). В 1979 г. стал профессором. Являлся куратором Студенческого научного общества (СНО) в 1984—1988 гг.
...он стремился обучать нас в духе доверия к человеку, его силам и разуму.
В 1994 г. возникло Харьковское историко-археологическое общество (ХИАО), идейным вдохновителем создания этого общества и сопредседателем (с 1995 по 2001 г.) был В. И. Кадеев. В том же году он стал главным редактором Харьковского историко-археологического ежегодника «Древности» (до 2012 г.). Долгое время был рецензентом журнальных выпусков «Советской археологии» и «Вестника древней истории», состоял в редколлегии «Вестника Харьковского университета», «Болгарского ежегодника» и журнала «Археология» АН Украины. Помимо этого некоторое время был главным редактором «Вестника Харьковского университета» (в 80-е гг. XX в.) и «Болгарского ежегодника» (1994—1996 гг.).
Сначала его интересовала славянская археология и памятники салтовской культуры Харьковщины. Потом основными научными интересами стали история и археология античных центров Северного Причерноморья, особенно интенсивно занимался раскопками и изучением Херсонеса Таврического.

## Звания и награды
В 1993 г. ему было присвоено звание «Заслуженный деятель науки и техники Украины», в 1999 г. — «Заслуженный профессор Харьковского государственного университета». Награждён знаком Министерства образования и науки Украины «Відмінник освіти України» в 2002 г., «Антон Макаренко» в 2005 г., «За научные достижения» в 2007 г.

## Научные работы

### Диссертации и авторефераты
- Кадеев В. И. Ремёсла и промыслы Херсонеса Таврического в I—IV веках н. э. / Автореф. дис… канд. ист. наук. — Харьков: Харьковский государственный университет, 1963. — 16 с.
- Кадеев В. И. Ремёсла и промыслы Херсонеса Таврического в I—IV веках н. э. / Дис… канд. ист. наук. — Харьков: Харьковский государственный университет, 1963. — 362 с.
- Кадеев В. И. Херсонес Таврический в I в. до н. э. — III в. н. э. / Автореф. дис… д-ра ист. наук. — М.: Институт археологии АН СССР, 1975. — 40 с.
- Кадеев В. И. Херсонес Таврический в I в. до н. э. — III в. н. э. / Дис… д-ра ист. наук. — М.: Институт археологии АН СССР, 1975. — 510 с.

### Книги
- Кадеев В. И. Археология в ХГУ за 40 лет: Путеводитель по выставке. — Харьков, 1958. — 47 с.
- Кадеев В. И. Владислав Петрович Бузескул: К 150-летию со дня рождения. — Харьков: Харьковский национальный университет, 2008. — 60 с.
- Кадеев В. И. История Древней Греции и Рима: Курс лекций. — Харьков: Колорит, 2006. — 327 с.
- Кадеев В. И. История и археология Причерноморья: Статьи разных лет. — Харьков: Бизнес-Информ, 2000. — 390 с.
- Кадеев В. И. Очерки истории экономики Херсонеса Таврического в I—IV веках н. э. — Харьков: Харьковский государственный университет, 1970. — 164 с.
- Кадеев В. И. Херсонес Таврический в первых веках нашей эры. — Харьков: Вища школа, 1981. — 143 с.
- Кадеев В. И. Херсонес Таврический. Быт и культура (I—III вв. н. э.). — Харьков: Бизнес-Информ, 1996. — 208 с.
- Кадеев В. И., Сорочан С. Б. Экономические связи античных городов Северного Причерноморья в I в. до н. э. — V в. н. э. (на материалах Херсонеса). — Харьков: Вища школа; Харьковский государственный университет, 1989. — 136 с.
- Кафедра истории древнего мира и средних веков Харьковского национального университета 30 лет / Авторы-составители В. И. Кадеев, С. Б. Сорочан; Отв. ред. С. Б. Сорочан. — Харьков: НТМТ, 2008. — 160 с.

### Статьи в журналах, вестниках и ежегодниках
- Дьячков С. В., Кадеев В. И. Фракийцы в Северном Причерноморье в первых веках н. э. // Вісник Харківського університету. — 1994. — № 385: История. — Вып. 28. — С. 39-48.
- Кадеев В. И. До питання про римських вільновідпущеників у Херсонесі в перших століттях н. е. // Вісник Харківського університету. — 1974. — № 104: Історія. — Вип. 8. — С. 83-88.
- Кадеев В. И. Импортные светильники I—IV вв. н. э. из Херсонеса // Советская археология. — 1969. — № 3. — С. 159—170.
- Кадеев В. И. К вопросу о культе римских императоров в Херсонесе // Вестник Харьковского университета. — 1992. — № 362: История. — Вып. 25. — С. 86-90.
- Кадеев В. И. К вопросу о составе херсонесского совета в первых веках н. э. // Вестник древней истории. — 1971. — № 3. — С. 127—130.
- Кадеев В. И. Некоторые вопросы истории земледелия античного Херсонеса // Вестник Харьковского университета. — 1981. — № 214. — С. 90-95.
- Кадеев В. И. О календаре Херсонеса Таврического // Вісник Харківського університету. — 1994. — № 385: История. — Вып. 28. — С. 31-38.
- Кадеев В. И. О культурных связях Херсонеса с Мезией и Фракией в первых веках н. э. // Вестник Харьковского университета. — 1988. — № 316. — С. 61-66.
- Кадеев В. И. О медицине в Херсонесе Таврическом // Древности. 1994. — Харьков, 1994. — С. 63-69.
- Кадеев В. И. О парфюмерии и косметике в античном Херсонесе // Древности. 1995. — Харьков, 1995. — С. 98-110.
- Кадеев В. И. О римском влиянии на материальную культуру Херсонеса в I—III вв. н. э. // Вестник Харьковского университета. — 1993. — № 374: История. — Вып. 27. — С. 16-24.
- Кадеев В. И. Об этнической принадлежности носителей имени skyfas в Херсонесе Таврическом // Советская археология. — 1974. — № 3. — С. 56-63.
- Кадеев В. И. Об этнической принадлежности скорченных погребений херсонесского некрополя // Вестник древней истории. — 1973. — № 4. — С. 108—116.
- Кадеев В. И. Средневековые граффити из Херсонеса // Советская археология. — 1968. — № 2. — С. 288—290.
- Кадеев В. И. Херсонес, Боспор и Рим в I в. до н. э. — III в. н. э. // Вестник древней истории. — 1979. — № 2. — С. 55-76.
- Кадеев В. И. Школьное образование и воспитание в Херсонесе в первых веках н. э. // Вестник Харьковского университета. — 1989. — № 343. — С. 55-61.
- Кадеев В. И., Солнцев Л. А., Фомин Л. Д. О технологии изготовления некоторых изделий из цветных металлов в позднеантичном Херсонесе // Советская археология. — 1963. — № 1. — С. 43-48.
- Кадеев В. И., Сорочан С. Б. Египетские и сирийские светильники первых веков н. э. из Херсонеса // Вестник Харьковского университета. — 1985. — № 268. — С. 95-100.
- Кадеев В. И., Шмалько А. В. Античные источники в серии «Древнейшие источники по истории народов СССР» // История СССР. — 1988. — № 5. — С. 185—188.
- Кадєєв В. І. До питания про вільновідпущеників з грецькими іменами в Херсонесі Таврійському // Вісник Харківського університету. — 1976. — № 145. — С. 98-102.
- Кадєєв В. І. Косторізне виробництво у пізньоантичному Херсонесі I—IV ст. н. е. // Археологія. — 1969. — Т. 22. — С. 236—240.
- Кадєєв В. І. Малоазійські написи з Херсонеса // Вісник Харківського університету. — 1978. — № 167: Історія. — Вип. 10. — С. 93-96.
- Кадєєв В. І. Про державний лад Херсонеса в перших століттях н. е. // Український історичний журнал. — 1971. — № 9. — С. 23-31.
- Кадєєв В. І. Про торгівлю Херсонеса з Середземномор’ям у I—IV ст. н. е. // Вісник Харківського університету. — 1970. — № 45: Історія. — Вип. 4. — С. 62-68.
- Кадєєв В. І. Соляний промисел в пізньоантичному Херсонесі (I—IV ст. н. е.) // Археологія. — 1961. — Т. 13. — С. 89-94.
- Кадєєв В. І., Рижов С. Г. Нова рибозасолювальна цистерна у Херсонесі // Археологія. — 1973. — Вип. 12. — С. 76-80.
- Кадєєв В. І., Солнцев Л. А., Фомин Л. Д. Технологія виготовлення «бронзових» прикрас з могильника II—IV ст. н. е. біля радгоспу «Севастопольський» // Вісник Харківського університету. — 1966. — № 17: Історична серія. — Вип. 1. — С. 99-105.
- Кадєєв В. І., Сорочан С. Б. Північне Причорномор’я і Західний Понт: проблема контакта // Археологія. — 1989. — № 4. — С. 91-102.

### Статьи в сборниках и книгах
- Антонова И. А., Даниленко В. Н., Ивашута Л. П., Кадеев В. И., Романчук А. И. Средневековые амфоры Херсонеса // Античная древность и средние века. — Свердловск, 1971. — Вып. 7. — С. 81-101.
- Кадеев В. И. Владислав Петрович Бузескул и «История Афинской демократии» // Идеал свободы и равноправия. История Афинской демократии. — Харьков, 2004. — С. 469—479.
- Кадеев В. И. Вольноотпущенники и их потомки в античных государствах Северного Причерноморья // Проблемы античной истории и культуры. — Ереван, 1979. — С. 359—365.
- Кадеев В. И. Воспитание и обучение граждан в Херсонесе Таврическом в первых веках н. э. // Херсонесский сборник. — 1996. — Вып. 7. — С. 93-99.
- Кадеев В. И. Деревообрабатывающее производство Херсонеса в I—IV вв. н. э. // Херсонес Таврический: Ремесло и культура. — К., 1974. — С. 34-39.
- Кадеев В. И. Ещё раз об этнической принадлежности скорченных захоронений в раннем некрополе Херсонеса Таврического // Проблемы археологии древнего и средневекового Крыма. — Симферополь, 1995. — С. 32-37.
- Кадеев В. И. О времени появления токарного металлорежущего станка в Херсонесе // Античная история и культура Средиземноморья и Причерноморья. — Л., 1968. — С. 149—153.
- Кадеев В. И. О рабстве в Херсонесе Таврическом в первых веках н. э. // История и культура античного мира. — М., 1977. — С. 57-61.
- Кадеев В. И. Подводные археологические исследования в районе Херсонеса в 1964—1965 гг. // Морские подводные исследования. — М., 1969. — С. 342—353.
- Кадеев В. И. Правовое и социальное положение граждан античного Херсонеса // Проблемы античной культуры. — М., 1986. — С. 155—160.
- Кадеев В. И. Раскопки в «центре участка» // Античная древность и средние века. — Свердловск, 1973. — Вып. 9. — С. 13-27.
- Кадеев В. И., Мартемьянов А. П. История и культура Фракии и Мезии античной эпохи в советской литературе // Болгаристика в системе общественных наук. Опыт, уроки, перспективы. — Харьков, 1991. — С. 20-21.
- Кадеев В. И., Мартемьянов А. П. О ветеранах римской армии в Нижней Мезии и Фракии в первых веках н. э. // Античный мир и археология. — 1990. — Вып. 7. — С. 77-86.
- Кадеев В. И., Шумейко С. И. Некоторые результаты петрографических исследований античной керамики из Херсонеса // Записки Одесского археологического общества. — 1967. — Т. 2 (35). — С. 271—276.
- Кадєєв В. І. Економіка античного Херсонеса в радянські історіографії // Учені записки Харківського університету. — 1961. — Т. 117: Труди історичного факультету. — Т. 8. — С. 19-33.
- Кадєєв В. І. Риболовний промисел у Херсонесі в перших віках н. е. // Учені записки Харківського університету. — 1962. — Т. 124: Труди історичного факультету. — Т. 9. — С. 59-79.

### Краткие сообщения
- Вишневский В. И., Кадеев В. И. Подводные исследования у берегов Херсонеса // Археологические открытия 1966 года. — М., 1967. — С. 257—258.
- Даниленко В. Н, Кадеев В. И. Раскопки в портовом районе Херсонеса // Археологические исследования на Украине в 1968 году. — Вып. 3. — К., 1971. — С. 253—256.
- Даниленко В. Н., Кадеев В. И., Романчук А. И. Раскопки в портовом районе Херсонеса // Археологические открытия 1969 года. — М., 1970. — С. 282—283.
- Кадеев В. И. Исследования в портовой части Херсонеса // Археологические открытия 1968 года. — М., 1969. — С. 286—287.
- Кадеев В. И. К вопросу о «царствовании» Девы в Херсонесе // Краткие сообщения Института археологии АН СССР. — 1976. — Вып. 145. — С. 9-13.
- Кадеев В. И. Некоторые результаты спектрального исследования цветных металлов из позднеантичного Херсонеса // Сообщения Херсонесского музея. — 1963. — Вып. 3. — С. 32-44.
- Кадеев В. И. Новый надгробный памятник II в. н. э. из Херсонеса // Краткие сообщения Института археологии АН СССР. — 1985. — Вып. 182. — С. 66-69.
- Кадеев В. И. Раскопки в портовом районе Херсонеса // Археологические открытия 1982 года. — М., 1984. — С. 263—265.
- Кадеев В. И. Раскопки в портовом районе Херсонеса // Археологические открытия 1981 года. — М., 1983. — С. 264—265.
- Кадеев В. И. Раскопки в районе Херсонеса // Археологические открытия 1983 года. — М., 1985. — С. 279—280.
- Кадеев В. И. Раскопки в Херсонесе // Археологические открытия 1984 года. — М., 1986. — С. 239—240.
- Кадеев В. И. Раскопки в Херсонесе // Археологические открытия 1970 года. — М., 1971. — С. 268—269.
- Кадеев В. И., Романчук А. И. Раскопки в портовом районе Херсонеса // Археологические открытия 1975 года. — М., 1976. — С. 380—381.
- Кадеев В. И., Романчук А. И. Раскопки в портовом районе Херсонеса // Археологические открытия 1971 года. — М., 1972. — С. 373—374.
- Кадєєв В. І. Нові джерела для вивчення етнічного складу середньовічного Херсонесу // Архіви України. — 1968. — № 1. — С. 42-44.
- Кадєєв В. І., Зайцев Б. П. Нові нумізматичні надходження Археологічного музею Харківського державного університету // Науково-інформаційний бюлетень Архівного управління УРСР. — 1964. — № 3. — С. 110—111.